# Strada statale 420 Sabbionetana
L'ex strada statale 420 Sabbionetana (SS 420), ora strada provinciale ex strada statale 420 Sabbionetana (SP ex SS 420) in provincia di Mantova e strada provinciale Cremonese ex strada statale 420 Sabbionetana (SP CR ex SS 420) in provincia di Cremona, è una strada provinciale ed ex strada statale italiana che collega il mantovano alla bassa cremonese e a Parma (SP 343 R).

## Percorso
La strada parte da Mantova, dall’ex strada statale 10 Padana Inferiore e si snoda in direzione sud-ovest su un tracciato pianeggiante e scorrevole. Oltrepassato il quartiere di Dosso del Corso, tocca le frazioni di Eremo (dove interseca la Tangenziale Sud di Mantova), Montanara e San Lorenzo di Curtatone, le località Pilastro e Campitello di Marcaria (dopo il quale varca il fiume Oglio), per poi attraversare i comuni di Gazzuolo, Commessaggio e Sabbioneta, da cui deriva il nome.
Tale tratta fu interessata, fra il 1886 e il 1933 dalla presenza del binario della tranvia Mantova-Viadana, gestita della società Valentini e Mazzorin e dal 1903 direttamente a cura dell'Amministrazione provinciale; fra Mantova e Montanara la stessa fu elettrificata nel 1926 e inglobata nella rete tranviaria di Mantova, rimanendo in esercizio fino al 1953.
La strada giunge infine nel cremonese, a Casalmaggiore, dove incrocia la ex strada statale 358 di Castelnovo in corrispondenza dell'innesto nella ex strada statale 343 Asolana che consente di proseguire l'itinerario verso Parma. In questo modo il percorso SS 420 - SS 343 costituisce un'alternativa all'ex SS 62 per il collegamento fra Mantova e Parma.
In seguito al decreto legislativo n. 112 del 1998, dal 2001, la gestione è passata dall'ANAS alla Regione Lombardia, che ha provveduto al trasferimento dell'infrastruttura al demanio della Provincia di Mantova e della Provincia di Cremona per le tratte territorialmente competenti.